# Жаковиці (Лодзький-Східний повіт)
Жаковиці (пол. Żakowice) — село в Польщі, у гміні Колюшки Лодзький-Східного повіту Лодзинського воєводства.
Населення — 986 осіб (2011).
У 1975-1998 роках село належало до Пйотрковського воєводства.

## Демографія
Демографічна структура станом на 31 березня 2011 року:
|          | Загалом | Допрацездатний вік | Працездатний вік | Постпрацездатний вік |
| -------- | ------- | ------------------ | ---------------- | -------------------- |
| Чоловіки | 461     | 121                | 288              | 52                   |
| Жінки    | 525     | 102                | 308              | 115                  |
| Разом    | 986     | 223                | 596              | 167                  |